# Hymenostephium
Hymenostephium là một chi thực vật có hoa trong họ Cúc (Asteraceae).

## Loài
Chi Hymenostephium gồm các loài: